# Жизор (Эр)
Жизор (фр. Gisors) — коммуна на севере Франции, регион Нормандия, департамент Эр, округ Лез-Андели, центр одноименного кантона. Расположена в 63 км к северо-западу от Парижа и в 61 км к юго-востоку от Руана, на берегу реки Эпт. В центре коммуны находится железнодорожная станция Жизор линии Сен-Дени―Дьеп.
Население (2018) — 11 674 человека.

## История
В XII веке 12-башенный Жизорский замок с неприступным донжоном служил яблоком раздора между английской и французской коронами. Послы двух держав традиционно встречались для переговоров у вяза в окрестностях Жизора, который был срублен по приказу Филиппа Августа в 1188 году. Пять лет спустя французский король взял Жизор. Ричард Львиное Сердце, освободившись из плена, вернул крепость англичанам (см. Жизорское сражение).
Конспирологи связывают с противостоянием за Жизор возникновение приората Сиона, а первым его магистром называют местного феодала, Иоанна из Жизора. Известно также, что в Жизорской крепости содержался перед казнью последний магистр ордена тамплиеров, Жак де Моле. Помимо замка, интерес для туристов представляет церковь святых Гервасия и Протасия, которая строилась с XII по XVI века.
В XVIII веке титул герцога Жизорского носили дети бурбонских бастардов. 19 июля 1742 года Жизор возведён в статус герцогства, а 9 июня 1748 года — в статус герцогства-пэрства, в пользу маршала Франции и внука опального министра Фуке герцога де Бель-Иль (1684—1761). Причина была в том, что за 24 года до этого, в октябре 1718 года, маршал Бель-Иль уступил королю Людовику XV своё владение остров Бель-Иль, получив взамен графство Жизор, виконтства Вернон, Андели и Льон, а также маркизатство «Бизи возле Вернона» (Бизи).
После смерти маршала в 1761 году все его имения вернулись французской короне. И уже 28 марта 1762 года король Людовик XV передал эти «маршальские владения» (в том числе герцогство Жизор) графу д’Э, сыну бастарда Людовика XIV, в обмен на его суверенное княжество Домб. Впоследствии, в 1775 году, Жизор через завещание перешёл к сыну другого бастарда Людовика XIV, герцогу Пентьевру. Его дочь Мария-Аделаида, известная как мадам Эгалите в итоге принесла герцогство в Орлеанский дом.

## Экономика
Структура занятости населения:
- сельское хозяйство — 1,0 %
- промышленность — 9,4 %
- строительство — 6,2 %
- торговля, транспорт и сфера услуг — 43,5 %
- государственные и муниципальные службы — 39,9 %

Уровень безработицы (2014) — 18,0 % (Франция в целом — 13,5 %, департамент Эр — 13,7 %). 

Среднегодовой доход на 1 человека, евро (2014) — 18 925 (Франция в целом — 20 150, департамент Эр — 20 445

## Демография
Динамика численности населения, чел.

## Администрация
Пост мэра Жизора с 2014 года занимает член партии Республиканцы Александр Рассаэр (Alexandre Rassaert), член Совета департамента Эр от кантона Жизор. На муниципальных выборах 2020 года возглавляемый им правый список победил в 1-м туре, получив 56,06 % голосов.
| Период | Период | Фамилия           | Партия                  | Примечания                            |
| ------ | ------ | ----------------- | ----------------------- | ------------------------------------- |
| 1971   | 2014   | Мишель Ларману    | Коммунистическая партия | член Генерального совета департамента |
| 2014   |        | Александр Рассаэр | Республиканцы           | вице-президент Совета департамента    |

## Галерея
- Церковь святых Гервасия и Протасия
- Река Эпт в Жизоре
- Прачечная XV века